# 空の向こうのOMOTENASHI
『空の向こうのOMOTENASHI』(そらのむこうのおもてなし)とは、2011年4月16日から2013年3月30日までフジテレビで放送されたミニ番組である。ANAの一社提供。

## 番組概要
毎回、世界各国を訪れてその国のおもてなしを紹介していく。

## 出演者
- 島田彩夏 (ナレーション)

## スタッフ
- プロデューサー：織田実
- チーフディレクター：澤田親宏
- ディレクター：岡順一郎、浅野克己、金澤忠延、岡本健吾、青山敏雄
- AD：勝見拓也、小塚裕太郎
- 作家：金子明弘
- リサーチ：牧昭吾
- 海外担当：神山隆彦
- 制作：FCC
- 制作著作：フジテレビ

## 放送内容
(2011)
4/16	24:15	香港①	フラワーロード
4/23	24:25	香港②	四川料理店のラブソング
4/30	23:55	香港③	飲茶屋さんでお湯が欲しい時は･･･
5/7	23:55	香港④	福を呼ぶ風水（金魚・町並み）
5/14	香港⑤	100万ドルの夜景
5/21	成都①	世界遺産(九寨溝）
5/28	成都②	パンダ
6/4	成都③	麻婆豆腐
6/11	成都④	ゲストハウス
6/18	成都⑤	茶館
6/25	ハワイ①	ラニカイビーチのサンライズ
7/2	ハワイ②	ハレクラニ・フラ
7/9	ハワイ③	ファーマーズマート
7/16	ハワイ④	ローカルフード
7/30	ミュンヘン①	料理
8/6	ミュンヘン②	ビアバイク
8/13	ミュンヘン③	中世の騎士
8/20	ミュンヘン④	ビール醸造所
8/27	L.A①	ハンバーガー
9/3	L.A②	カリフォルニアフード
9/10	L.A③	ピンクレディ
9/17	ジャカルタ①	オアシスレストラン
9/26	ジャカルタ②	シーフードレストラン
10/1	ジャカルタ③	ジャワティー
10/8	フランス①	ワイン
10/15	フランス②	チーズセラー
10/22	フランス③	シャンブルドット
10/29	フランス④	オペラ
11/5	フランス⑤	リヨン（食）
11/12	フランス⑥	小物
11/19	フランス⑦	バラ
11/26	上海①	恋の神様
12/3	上海②	町屋ホテル
12/10	上海③	南京路
12/17	フランクフルト①	クリスマス市場
12/24	フランクフルト②	クリスマス市場＆マグカップ

(2012)
1/7	フランクフルト③	アップルワイン
1/14	フランクフルト④	貯金箱
1/21	フランクフルト⑤	本屋さん（絵本作家）
1/28	フランクフルト⑥	お化けレストラン
2/4	上海④	未来に手紙を出せるポスト
2/11	上海⑤	紹興市の紹興酒
2/18	タイ①	朝食（サムイ）
2/25	タイ②	カービング（サムイ）
3/3	タイ③	ワインエンジェル（バンコク）
3/10	タイ④	エレメント（バンコク）
3/17	タイ⑤	イルカ（バンコク）
3/24	ニューヨーク①	エンターテイメント
3/31	ニューヨーク②	ピクニック
4/7	ニューヨーク③	駄菓子屋
4/14	ニューヨーク④	摩天楼
4/21	ニュージーランド①	クルージングレストラン
4/28	ニュージーランド②	ユニークホテル
5/5	ニュージーランド③	ワイナリー
5/12	大連①	餃子
5/19	大連②	切り絵
5/26	ニュージーランド④	ファーマーズブレッド
6/2	ニューヨーク⑤	ホットドック
6/9	ロンドン①	貴族レストラン
6/16	ロンドン②	アフタヌーンティ
6/23	ロンドン③	ビートルズ
6/30	ロンドン④	家庭料理人
7/7	ロンドン⑤	船ホテル
7/14	シアトル①	露天風呂ボート
7/21		27時間テレビのため休止
7/22    シアトル②	シーフード
8/4	シアトル③	ボーイング
8/11	シアトル④	航空博物館
8/18	ベトナム①	空飛ぶおこげ
8/25	ベトナム②	サンセットクルーズ
9/1	ベトナム③	さかさまカフェ
9/8	ベトナム④	回転鍋
9/15	ベトナム⑤	水上
9/22	台湾①	夜市
9/29	台湾②	占い文鳥
10/6	台湾③	キスで焼肉
10/13	インド①	カシミール伝統
10/20	インド②	隠れ家食堂
10/27	インド③	サンセットディナー
11/3	インド④	エレファント
11/10	ミャンマー①	水上宮殿
11/17	ミャンマー②	食後のお茶
11/24	ミャンマー③	黄金の岩
12/1	ミャンマー④	宝石画
12/8	NY①	ブティックバー
12/15	NY②	映画館
12/22	NY③	デコレーションハウス
12/29	NY④	ベンダー
(2013)
1/5	サンノゼ①	シリコンバレー
1/12	サンノゼ②	特等席
1/19	サンノゼ③	ビールツリー
1/26	サンノゼ④	野菜ソムリエ
2/2	サンノゼ⑤	ミステリースポット
2/9	マニラ	ヌーベルフィリピン
2/16	マニラ	秘境温泉
2/23	マニラ	アート
3/2	マニラ	夫婦食堂
3/9	マニラ	奇跡の教会
3/16	シンガポール	ラッフルズ
3/23	シンガポール	絶景ディナー
3/30	シンガポール	エコガーデン

## 放送時間
- フジテレビ　土曜日23:55 - 24:00 (2011年4月16日 - 2013年3月30日)